# 40e parallèle nord
Pour les articles homonymes, voir 40e parallèle.
En géographie, le 40e parallèle nord est le parallèle joignant les points de la surface de la Terre dont la latitude est égale à 40° nord.

## Régions traversées
Le 40e parallèle nord passe à travers l'Amérique du Nord, l'Europe et l'Asie. 
Il aborde le continent européen par le Portugal, dont il traverse la partie centrale puis l'Espagne, passant une cinquantaine de kilomètres au sud de Madrid. Il franchit ensuite la partie ouest de la mer Méditerranée, coupe l'île de Minorque, puis le nord de la Sardaigne. Il passe au sud de Naples pour traverser le sud de la botte italienne. Il franchit l'Adriatique puis l'Albanie, la Grèce, tout le nord de la Turquie, l'Arménie et l'Azerbaïdjan. Il franchit la mer Caspienne avant d'entrer en Asie centrale, traversant le Turkménistan, l'Ouzbékistan, le Tadjikistan et le Kirghizistan. Il traverse ensuite la Chine, passant une dizaine de kilomètres au nord de Pékin, traverse la mer de Bohai, recoupe la Chine puis la Corée du Nord. Il franchit ensuite la mer du Japon, coupant le nord de Honshu, île principale de l'archipel japonais avant d'entamer la traversée de l'océan Pacifique nord sans rencontrer aucune île.
En Amérique du Nord, le parallèle entre aux États-Unis par le nord de la Californie, puis traverse le Nevada, l'Utah, le Colorado (Boulder est située sur le parallèle), le Nebraska, le Kansas, le Missouri, l'Illinois, l'Indiana, l'Ohio, la Virginie-Occidentale, la Pennsylvanie et le New Jersey. Il traverse ensuite l'océan Atlantique, passant au nord de l'île portugaise du Corvo, aux Açores.
Le 40e parallèle est souvent cité comme la limite au-delà de laquelle certaines populations peuvent connaître un déficit de vitamine D lié à une trop faible exposition au soleil.

## Frontière
Le 40e parallèle nord était le parallèle qui fut choisi à l'origine pour le tracé d'une partie de la ligne Mason-Dixon concernant la frontière entre les États américains du Maryland et de Pennsylvanie. La ville de Philadelphie étant située sur le parallèle, la ligne fut déplacée de plusieurs kilomètres au sud afin d'éviter de la couper.
Toujours aux États-Unis, le 40e parallèle nord marque la frontière entre les États du Nebraska et du Kansas.